# Allsvenskan i handboll för herrar 2024/2025
Allsvenskan i handboll för herrar 2024/2025 är den 18:e upplagan av Sveriges näst högsta division i handboll för herrar.

## Deltagande lag
- Anderstorps SK
- HK Aranäs
- HK Drott Halmstad
- HK Torslanda Elit
- HK Varberg
- IFK Karlskrona
- IFK Tumba
- IFK Ystad
- IK Lågan
- Kungälvs HK
- Lugi HF
- Tyresö Handboll
- Vinslövs HK
- VästeråsIrsta HF